# Passion and the Opera
"Passion and the Opera" fue un sencillo promocional de la banda Nightwish perteneciente a su segundo álbum de estudio Oceanborn. Fue su primer sencillo promocional y el primer sencillo lanzado por Drakkar Entertainment. La canción también contiene un fragmento del aria "La Reina de la Noche" de la ópera "La Flauta Mágica", de Mozart, en la que Tarja hace un stacatto de coloratura. 
La canción también fue interpretada por la exvocalista Tarja Turunen durante su tour en solitario.

## Canciones
1. "Passion and the Opera" (versión sencillo)
2. "Sacrament of Wilderness"

- Datos: Q430966